# Dum aloo
Le dum aloo, ou dam aloo (hindi : दम आलू) est un mets indien qui appartient spécifiquement à la cuisine du Cachemire. Il s'agit d'un curry à base de pommes de terre.
Les pommes de terre, en général de petite taille, entières, sont d'abord sautées dans un kadai (genre de wok), puis mijotées lentement à feu doux dans une sauce épicée.
Le dum aloo est un plat populaire qui est consommé dans toutes les régions de l'Inde.